# Sébastien Siani
Sébastien Siani est footballeur international camerounais né le 21 décembre 1986 à Douala. Il évolue au poste de milieu défensif. Il joue actuellement à Al-Jazira Club, aux Émirats arabes unis.

## Biographie
Le 23 septembre 2015, Sébastien Siani est appelé pour la première fois en sélection pour un match opposant le Cameroun au Nigéria. 
Le 5 février 2017, il devient champion d'Afrique avec les lions indomptables en délivrant lors de la finale contre l'Égypte la passe décisive qui offre la victoire. 
Le 31 janvier 2018, Siani rejoint le Royal Antwerp Football Club.
Il quitte l'Antwerp le 12 juillet 2018 pour Al-Jazira Club aux Émirats arabes unis.

## Palmarès
Avec  le Cameroun :
- Vainqueur de la Coupe d'Afrique des nations en 2017.